# الخفس
الخفس أو خفس دغرة قرية تقع جنوب شرق محافظة الدلم في المملكة العربية السعودية، تضم إحدى أقدم وأشهر الينابيع في المملكة وهي عين خفس دغرة، وتحتوي على معالم تاريخية ومناظر طبيعة مثل بحيرة الهجلة، والدلم من المدن التاريخية القديمة الموغلة في القدم آلاف السنين، من العصر الحجري الحديث الذي يبدأ من 9000 ق م، وتختلف نهايته من مكان إلى آخر.
والآثار الدالة على ذلك في الدلم ما يلي :
الموقع الأول :
يقع شمال خفس دغرة بحوالي 15 كم بين خفس دغرة وزميقة من الجهة الشرقية ومساحته (250000) م2.
الموقع الثاني :
مقابر تحت الأرض منحوتة وتقع جنوب عين الضلع بالقرب من السفح الغربي لهضبة القصيعة وهو داخل الآن في مزارع وتم حفر جزء بسيط من مدخل المقبرة واكتشف بعض الآثار مما يوحي أن الموقع حقل مقابر منحوتة في باطن الأرض.
الموقع الثالث :
سور وبرج الدلم، ومن المعلوم أن الجزء الأكبر من مدينة الدلم كان موقعه مقابل حي الخالدية الحالي من جهة الغرب وتهدمت من السيول عام 1211هـ، وهناك مستوطنة قديمة تقع شمال خفس دغرة في جنوب الدلم بحوالي 15 كم بين خفس دغرة وزميقة من الجهة الشرقية ومساحته (250000) م2 وقد تم التقاط كسر فخارية متنوعة بعضها وجد عليه رسوم وزخرفة ويعتقد أنها تشبه موجودات العهد البيزنطي، كما وجد كسر فخارية متنوعة ترجع إلى العهد الإسلامي، تمثل بقايا منشأة ربما تكون قلعة أو حصنا لم يبق منه إلا أجزاء يسيرة، كما تم العثور على أعداد هائلة من الآبار القديمة في الموقع وحوله، وكذلك العثور على مجموعة فخارية كبيرة وقد كانت في السنوات الماضية مكان يرتاده البعض ولكن لعدم الالتفات لها وتوفير وسائل الجذب والعناية به توقف الزوار عن الذهاب إليها، إضافة إلى قرية ماوان الواقعة جنوب غرب الدلم إذ يوجد فيها بقايا قلاع وتحصينات منتشرة فوق السلاسل الجبلية الجنوبية والشمالية الموجودة في ماوان، وفي الجزء الشمالي من الموقع قلعة مدعمة بأبراج نصف دائرية.

## عين خفس دغرة
هي عين ماء ضخمة تمثل خفسًا طبيعيًا في الأرض، وتقع في هضبة جبل الدلم أو «جبل الدام»، كانت غنية بالمياه ومورد للبادية، وساهم وجودها في ازدهار الزراعة بالمنطقة، لكنها جفّت فأصبحت روضة يقصدها الناس من داخل الدلم وخارجها في فصل الربيع وموسم الأمطار.

## الملك عبدالعزيز
كان الملك عبدالعزيز يمارس الصيد ـ هوايته المفضلة ـ في فترات راحته القصيرة للغاية. وكان يذهب في الشتاء، أحياناً، مع عدد قليل من أصحابه ليصطاد أنواعاً من الصيد، خاصة الظباء. وكانت الحباري تطير خلال الشتاء فوق نجد متجهة نحو مأواها الشتوي في اليمن. وعندما يقترب الربيع تعود من هناك وتواصل طيرانها متجهة، فيما يبدو، إلى سيبيريا ومنشوريا. وكان عدد منها يقع ضحية بندقية الملك. وقد أصاب ذات مرة طيراً كان على عنقه طوق نحاسي، فيه كتابة صينية أو يابانية. وطلب من مترجمه محمد المانع أن يقرأ تلك الكتابة، لكنه مع الأسف لم يعرف لغتها ، وكان يذهب، أحياناً، إلى مكان خارج الرياض يسمى (الخفس). تجتمع فيه مياه الأمطار. وكان أكثر طراوة وخصباً من الصحراء المحيطة به. وكان يصحبه، أحياناً، كبار مستشاريه ورؤساء كتابه للنزهة هناك. وإذا وصلوا "الخفس"، نسوا كل ما يتعلق بأعمالهم المكتبية، وتمتعوا بالراحة والطعام اللذيذ. وكان معروفاً عن الملك أنه يستروح في تلك النزهات، فيأخذ معه خادماً لديه موهبة خاصة في الفكاهة. وكان مما يقوم به ذلك الخادم طرح أسئلة حمقاء على ضيوف الملك. وإذا لم يجب الضيف عنها فوراً إجابة في مستواها عوقب. وكان يستظرف عدداً من مرافقيه مثل ماجد الخثيلة، ومطلق الجعبا، وسلطان المنديل، لما يضفونه على مجلسه من المرح والدعابة.

## مشروع الخفس الزراعي
شمل مشروع الخرج الزراعي خفس دغرة عام 1939م، ضمن أقدم مشروع زراعي لوزارة البيئة والمياه والزراعة في السعودية، وهو الأول من حيث استخدام الآلات الزراعية الحديثة، ويُعد بذرة لمشاريع التنمية الزراعية وإنتاج الألبان في المملكة العربية السعودية، وقد استهدف المشروع تثقيف وتوجيه المزارعين إلى أحدث الآليات للزراعة والثروة الحيوانية.